# Monopeltis sphenorhynchus
Espèce
Synonymes
- Monopeltis mauricei Parker, 1935
- Monopeltis habenichti FitzSimons, 1937
- Monopeltis capensis gazei FitzSimons, 1937
- Monopeltis ocularis FitzSimons, 1941

Monopeltis sphenorhynchus est une espèce d'amphisbènes de la famille des Amphisbaenidae.

## Répartition
Cette espèce se rencontre :
- au Mozambique ;
- en Afrique du Sud ;
- au Botswana ;
- au Zimbabwe ;
- en Zambie ;
- en Namibie.

## Liste des sous-espèces
Selon The Reptile Database (17 décembre 2013) :
- Monopeltis sphenorhynchus sphenorhynchus Peters, 1879
- Monopeltis sphenorhynchus mauricei Parker, 1935

## Publications originales
- Parker, 1935 : A new species of amphisbaenid lizard from Bechuanaland. Annals and magazine of natural history, sér. 10, vol. 15, p. 582-583.
- Peters, 1879 : Über die Amphisbaenen und eine zu denselben gehörige neue Art (Lepidosternon Wuchereri). Monatsberichte der Königlich Preussischen Akademie der Wissenschaften zu Berlin, vol. 1879, p. 273-277 (texte intégral).